# にぎりっぺ

にぎりっぺ図解。1. 屁を握る。2. 屁を開放する。

にぎりっぺ、握り屁（にぎりべ、にぎりへ）は、自分の出した屁を尻近くで握った後、手を開き屁を開放する動作もしくはその様。 古来よりいたずら、滑稽な行為として庶民の文化に溶け込んでおり、にぎりっぺを題材にした昔話は数多く存在する。
室町時代後期の『福富草紙』には既に「握り屁の臭いはどこまで持つか」という伊豆の男の話が書かれており、ここから「握り屁三里（にぎりっぺの臭いは三里持つ）」という諺語が生まれている。各地で伝わる民話はいずれも滑稽でくだらないものであり、「臭いが随分と長く持つから不思議だったが、手の中（あるいは自分の鼻）に大便がついていた」というような類である。

## にぎりっぺを題材とした作品・登場する作品
- 洒落本『無頼通説法』1779年（安永8年） - 「愚そうもすでに五戒をたもち、慈悲にんにく、握り屁まではかんにんして」と記述がある。
- 『握り屁』（岡山県の民話） - にぎりっぺをして、いつまでも臭いが消えないので掌を見たら大便があったという話[1]。
- 『やったぞ糞蝿』（長崎県の民話） - にぎりっぺをして、いつまでも臭いが消えないので自分の鼻を見たら大便がついていたという話[2]。
- 『屁くらべ』（広島県の民話） - 3人の男が誰のにぎりっぺが最も長く臭うかという競争をしたが、勝者の掌を見たら大便があったという話[3]。
- 『志村けんのだいじょうぶだぁ』 - 2人のヤクザ（志村けんと柄本明）が、延々と互いににぎりっぺを嗅がせ合って対決するコントがある。最後は志村が勢い余って実を出してしまったことで決着がつく。